# Damyang
Huyện Damyang (Damyang-gun, âm Hán Việt: Đàm Dương quận) là một huyện ở Jeolla Nam, Hàn Quốc. Sản vật địa phương có sản phẩm tre và dâu tây. Đây là nơi cực bắc trên bán đảo Triều Tiên có tre.

## Thành phố kết nghĩa
- An Cát, Cộng hòa Nhân dân Trung Hoa
- Takehara, Nhật Bản
- Lynnwood, Washington, Hoa Kỳ[1][2]